# Jelovice
 Ovo je glavno značenje pojma Jelovice. Za druga značenja pogledajte Jelovice (razdvojba).
Jelovice su naselje na Ćićariji, u općina Lanišće a nalazi se na 672 metara nadmorske visine. Smješteno je na južnoj padini gorja Vrhovnik, poviše malenog ali plodnoga krškog polja nedaleko od hrvatsko-slovenske granice, uz lokalnu cestu Vodice–Podgorje (Slovenija).
Mjesto se prvi put spominje 1323. godine.
Po popisu iz 2001., u selu je živjelo 19 stanovnika.

## Povijest
Malobrojno stanovništvo bavi se isključivo poljodjelstvom i stočarstvom, u nedavnoj prošlosti šumarstvom i proizvodnjom drvenog ugljena. Zajedno s okolnim selima spominje se od IX.st., a područje je pripadalo tršćanskoj općini, nakon toga različitim feudalcima i naposljetku Habsburgovcima i njihovim vazalima. Iako je imalo krize već u XVI.st. (upadi Osmanlija), naselje je gotovo potpuno napušteno tijekom XX.st. Crkva, izgrađena u XVII.st. na mjestu starije, posvećena je Duhu Svetomu. Župa pripada Riječkoj nadbiskupiji.

## Stanovništvo
| broj stanovnika | 222   | 251   | 259   | 267   | 289   | 254   | 238   |       | 222   | 167   | 91    | 56    | 45    | 27    | 19    | 17    | 10    |
|                 | 1857. | 1869. | 1880. | 1890. | 1900. | 1910. | 1921. | 1931. | 1948. | 1953. | 1961. | 1971. | 1981. | 1991. | 2001. | 2011. | 2021. |

## Znamenitosti
- Spomenik žrtvama NOB-a
- Lokalno groblje s kapelicom iz 17. stoljeća
- Krško polje uz čiji rub vodi cesta do Vodica

## Vanjske poveznice
|  | Zajednički poslužitelj ima još gradiva o temi Jelovice |